# قصه عشق (فیلم ۱۹۷۱)
قصه عشق (انگلیسی: Pyar Ki Kahani) فیلمی به کارگردانی راویکانت ناگایچ محصول سال ۱۹۷۱ است. آمیتاب باچان و تانوجا از بازیگران این فیلم بوده‌اند.